# Declan Kidney

Dernière mise à jour le 10 février 2019.
Declan Kidney, né le 20 octobre 1959 à Ballincollig dans le comté de Cork (république d'Irlande), est un entraîneur irlandais de rugby à XV. Il a entraîné l'équipe d'Irlande de mai 2008 à avril 2013.

## Biographie

### Début de carrière d'entraîneur
Kidney exerce la profession de professeur de mathématiques et il s'occupe de l'équipe de rugby de son école de Cork. Il connaît un certain succès avec les jeunes puis les seniors.
Il devient entraîneur de l'Équipe d'Irlande de rugby à XV des moins de 19 ans. Cette dernière gagne en 1998 la Coupe du monde. Il est engagé par le Munster après le tournoi. Il termine son engagement en 2002, pour être assistant de l'équipe d'Irlande.
En 2004, il devient entraîneur des Newport Gwent Dragons, qu'il quitte après seulement trois mois pour intégrer le staff du Leinster Rugby. En 2005 il est entraîneur du Munster et il remporte en 2006 puis en 2008 la Coupe d'Europe.

### L'équipe d'Irlande
Après une coupe du monde décevante (élimination à l'issue de la première phase) et d'un tournoi des six nations 2008 raté (4e), Eddie O'Sullivan démissionne. Le 7 mai 2008, Declan Kidney, alors entraîneur du Munster, est nommé à la tête du XV d'Irlande,. Finissant la saison avec sa province, c'est Michael Bradley, l'entraîneur du Connacht qui assure l'intérim jusqu'à sa prise de fonction durant l'été 2008.
Le 21 mars 2009, l'Irlande obtient son deuxième grand chelem, 61 ans après celui de 1948 en battant les Gallois, chez eux aux Millennium Stadium à Cardiff par une courte victoire, 17 à 15 acquise dans les derniers instants de la rencontre.
En 2013, son contrat avec la fédération irlandaise prend fin, il n'est pas prolongé dans sa fonction de sélectionneur et est remplacé par Joe Schmidt.

### Après son mandat de sélectionneur
De 2013 à 2018, il est directeur des sports de l'University College Cork.
En mars 2018, il est nommé directeur du rugby des London Irish.

## Parcours

### Bilan en club
| Saison      | Club         | Division                    | Poste              | Classement                    | Coupe d'Europe             | Challenge européen         |
| ----------- | ------------ | --------------------------- | ------------------ | ----------------------------- | -------------------------- | -------------------------- |
| 1998 - 1999 | Munster      | Championnat inter-provinces | Entraîneur en chef | Vainqueur                     | Éliminé en quart-de-finale | -                          |
| 1999 - 2000 | Munster      | Championnat inter-provinces | Entraîneur en chef | Vainqueur                     | Défaite en finale          | -                          |
| 2000 - 2001 | Munster      | Championnat inter-provinces | Entraîneur en chef | Vainqueur                     | Éliminé en demi-finale     | -                          |
| 2001 - 2002 | Munster      | Celtic League               | Entraîneur en chef | Défaite en finale             | Défaite en finale          | -                          |
| 2004 - 2005 | Leinster     | Celtic League               | Entraîneur en chef | 3e                            | Éliminé en quart-de-finale | -                          |
| 2005 - 2006 | Munster      | Celtic League               | Entraîneur en chef | 3e                            | Champion d'Europe          | -                          |
| 2006 - 2007 | Munster      | Celtic League               | Entraîneur en chef | 6e                            | Éliminé en quart-de-finale | -                          |
| 2007 - 2008 | Munster      | Celtic League               | Entraîneur en chef | 3e                            | Champion d'Europe          | -                          |
| 2018 - 2019 | London Irish | RFU Championship            | Directeur du rugby | Vainqueur du RFU Championship | -                          | -                          |
| 2019 - 2020 | London Irish | Gallagher Premiership       | Directeur du rugby | 10e                           | -                          | Éliminé en poule           |
| 2020 - 2021 | London Irish | Gallagher Premiership       | Directeur du rugby | 9e                            | -                          | Éliminé en quart-de-finale |
| 2021 - 2022 | London Irish | Gallagher Premiership       | Directeur du rugby | 8e                            | -                          | Éliminé en quart-de-finale |

### Bilan avec l'équipe d'Irlande
| Année | Sélection | Tournoi     | Poste         | Classement IRB à la fin de l'année | Tournoi                  | Coupe du monde             |
| ----- | --------- | ----------- | ------------- | ---------------------------------- | ------------------------ | -------------------------- |
| 2003  | Irlande   | Six Nations | Adjoint       | 6e                                 | 2e                       | Éliminé en quart-de-finale |
| 2004  | Irlande   | Six Nations | Adjoint       | 6e                                 | 2e                       | -                          |
| 2009  | Irlande   | Six Nations | Sélectionneur | 4e                                 | Vainqueur (Grand Chelem) | -                          |
| 2010  | Irlande   | Six Nations | Sélectionneur | 5e                                 | 2e                       | -                          |
| 2011  | Irlande   | Six Nations | Sélectionneur | 6e                                 | 3e                       | Éliminé en quart-de-finale |
| 2012  | Irlande   | Six Nations | Sélectionneur | 6e                                 | 3e                       | -                          |
| 2013  | Irlande   | Six Nations | Sélectionneur | 9e (à son départ-avril 2013)       | 5e                       | -                          |

## Palmarès avec l'équipe d'Irlande
- Tournoi des Six Nations : 1 victoire 
  - 2009 : Vainqueur par Grand chelem
- Coupe du monde de rugby à XV
  - 2011 : Quart-de-finaliste
- Autres
  - Triple couronne (1) : 2009
  - Millennium Trophy (3) : 2009, 2010 et 2011
  - Centenary Quaich (3) : 2009, 2011 et 2012